# Pelayo Sánchez
Pelayo Sánchez Mayo (Tellego, Asturias, 27 de marzo de 2000) es un ciclista español, miembro del equipo Movistar Team.

## Trayectoria
Militó en las filas del Gomur Cantabria Infinita en su etapa como amateur. Debutó como profesional con el equipo Burgos-BH, con el que obtuvo su primera victoria como profesional en la Vuelta a Asturias 2023.

## Palmarés
2023
- 1 etapa de la Vuelta a Asturias

2024
- Trofeo Pollença-Port d’Andratx
- 1 etapa del Giro de Italia

## Resultados en Grandes Vueltas
| Carrera | Carrera         | 2021 | 2022 | 2023 | 2024 |
| ------- | --------------- | ---- | ---- | ---- | ---- |
|         | Giro de Italia  | —    | —    | —    | 40.º |
|         | Tour de Francia | —    | —    | —    | —    |
|         | Vuelta a España | 84.º | —    | 37.º | Ab.  |

—: no participa
Ab.: abandono

## Equipos
- Burgos-BH (2021-2023)
- Movistar Team (2024-)